# Azamia doriae
Azamia doriae är en insektsart som först beskrevs av Griffini 1906.  Azamia doriae ingår i släktet Azamia och familjen vårtbitare. Inga underarter finns listade i Catalogue of Life.